# Chlorid europitý
Chlorid europitý je anorganická sloučenina s chemickým vzorcem EuCl3.

## Příprava
Hexahydrát chloridu europitého lze připravit reakcí oxidu europitého s kyselinou chlorovodíkovou. Při zahřátí hydrátu nevzniká bezvodá sloučenina, ale oxid-chlorid. Bezvodý chlorid europitý je většinou připravován z chloridu amonného reakcí buď s oxidem europitým nebo hexahydrátem chloridu europitého a následným opatrným zahřátím na teplotu 230 °C, čímž vzniká pentachloridoeuropitan amonný ((NH4)2[EuCl5]):
10 NH4Cl + Eu2O3 → 2 (NH4)2[EuCl5] + 6 NH3 + 3 H2O
EuCl3·6H2O + 2 NH4Cl → (NH4)2[EuCl5] + 6 H2O
Komplex je následně termálně rozložen podle následující rovnice:
(NH4)2[EuCl5] → 2 NH4Cl + EuCl3
Termolýza probíhá s (NH4)[Eu2Cl7] jako meziproduktem.
Chlorid europitý lze připravit přímo z prvků:
2 Eu + 3 Cl2 → 2 EuCl3

## Vlastnosti

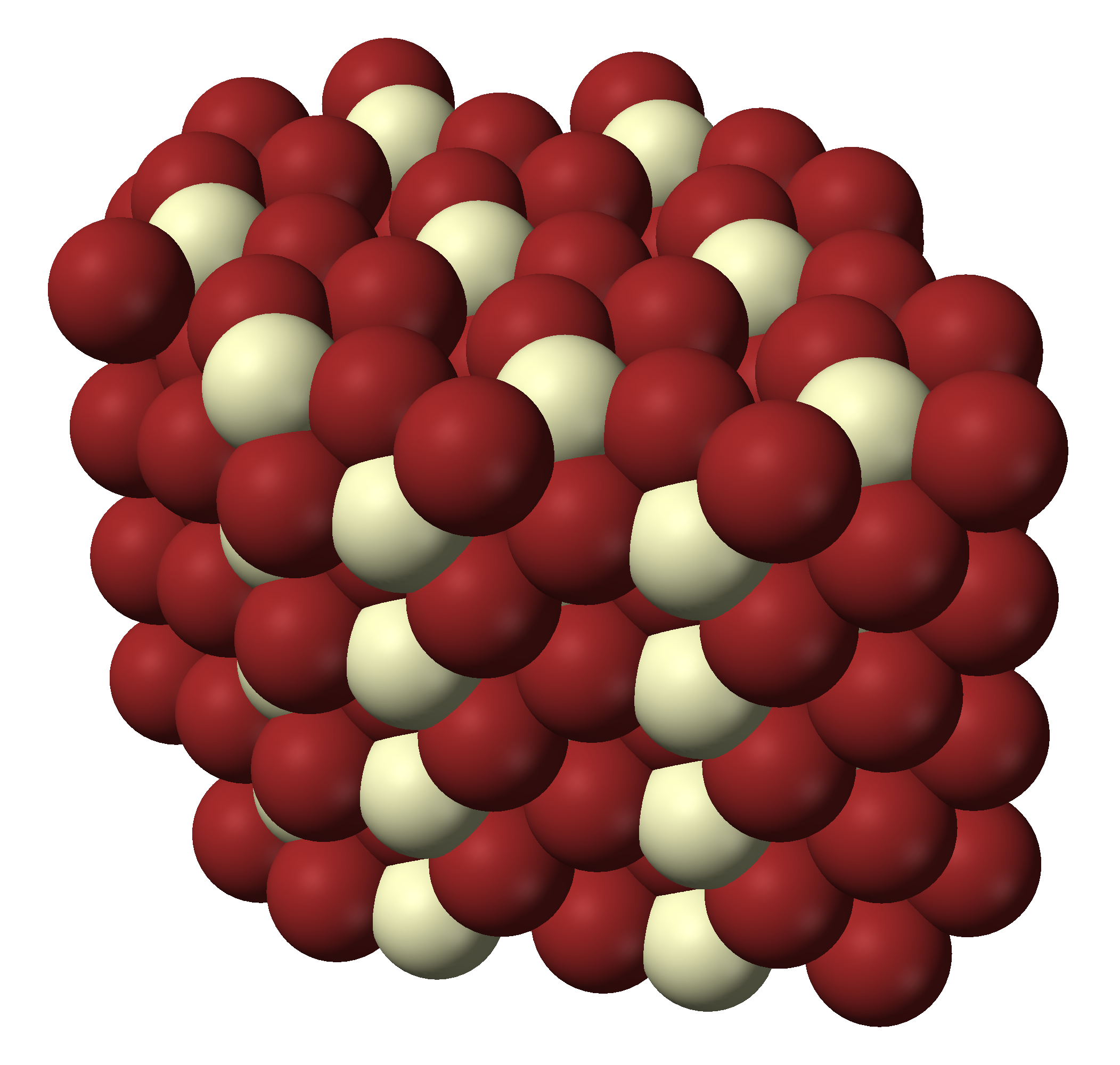
Kalotový model chloridu europitého

Bezvodý chlorid europitý je žlutá hygroskopická pevná látka. Krystalizuje v hexagonální soustavě typu chloridu uranitého s prostorovou grupou P63/m (číslo 176). Při teplotě blízké teplotě tání se chlorid europitý rozkládá na chlorid europnatý a chlor.
Chlorid europitý tvoří při styku s vodou bezbarvý krystalický hexahydrát (EuCl3·6H2O).

## Reaktivita
Chlorid europitý je prekurzor dalších sloučenin europia. Lze jej převést na bis(trimethylsilyl)amid pomocí metatheze s bis(trimethylsilyl)amidem lithným. Reakce probíhá v THF a vyžaduje reflux:
EuCl3 + 3 LiN(SiMe3)2 → Eu(N(SiMe3)2)3 + 3 LiCl
Eu(N(SiMe3)2)3 je výchozí sloučeninou pro přípravu komplikovanějších komplexů europia.
Redukcí vodíkem vzniká chlorid europnatý. Chlorid europnatý je využíván k přípravě organokovových europnatých sloučenin, jako například bis(pentamethylcyklopentadienyl)europnatých komplexů.

## Využití
Chlorid europitý lze využít k přípravě dalších sloučenin europia, zejména chloridu europnatého a komplexních sloučenin europia.